# جزیره تاروت
جزیره تاروت (عربی: جزیرة تاروت) جزیره‌ای در خلیج فارس از توابع استان شرقی عربستان سعودی است که با گذرگاه‌هایی با قطیف ارتباط دارد. این جزیره ۶ کیلومتر از خاک اصلی عربستان فاصله دارد و پس از قشم درازترین جزیره خلیج فارس می‌باشد که از راس تنوره در شمال تا قطیف در جنوب گسترده شده‌است. مساحت آن ۷۰ کیلومتر مربع و جمعیت آن در سال ۲۰۱۰ برابر با ۷۷٬۷۵۷ تن است. چندین شهر و روستا از جمله تاروت، دیره و دارین در این جزیره قرار داند.